# Бурмистров, Александр Александрович
Александр Александрович Бурмистров (30 марта [12 апреля] 1909, город Енакиево, теперь Донецкая область — 1999, город Киев) — украинский советский партийный и общественный деятель, заместитель Председателя Совета Министров Украинской ССР, работник угольной промышленности Донбасса. Кандидат в члены ЦК КПУ (1956—1966). Член ЦК КПУ (1966—1981). Депутат Верховного Совета УССР 4-9-го созывов (1955—1980).

## Биография
Родился в семье шахтера 30 марта (12 апреля) 1909 года.
С 1926 года работал на шахтах Донбасса. В 1926—1930 годах — уборщик породы, бурильщик, проходчик, отбойщик шахты «Красный Профинтерн» города Енакиево.
Член ВКП(б) с 1929 года.
В 1936 году окончил Московский горный институт.
В 1936—1941 годах — начальник участка, заместитель главного инженера, главный инженер шахты, начальник шахтоуправления в Сталинской и Ворошиловградской областях.
В 1941 году — секретарь Орджоникидзевского (Енакиевского) городского комитета КП(б)У Сталинской области.
В 1941—1942 годах — в Красной армии. Участник Великой Отечественной войны.
В 1942—1943 годах — секретарь Карагандинского городского комитета КП(б) Казахстана Карагандинской области.
В 1943—1953 годах — заместитель заведующего отделом угольной промышленности ЦК КП(б) Украины, заведующий сектором, заместитель заведующего отделом тяжелой промышленности ЦК КП(б)У.
В 1953—1954 годах — заведующий отделом угольной промышленности ЦК КПУ.
В 1954—1968 годах — заведующий отделом тяжелой промышленности ЦК КПУ.
1 февраля 1968 — 14 января 1980 года — заместитель Председателя Совета Министров Украинской ССР.
Потом — на пенсии в городе Киеве.

## Память
В 2001 году площадь Дружбы города Енакиево была переименована в площадь Бурмистрова.

## Награды
- орден Ленина
- орден Октябрьской Революции
- орден Отечественной войны 2-й ст. (6.04.1985)
- 5 орденов Трудового Красного Знамени
- медали
- полный кавалер знака «Шахтерская слава»